# Liste der Naturdenkmale in Kobern-Gondorf
Die Liste der Naturdenkmale in Kobern-Gondorf nennt die im Gemeindegebiet von Kobern-Gondorf ausgewiesenen Naturdenkmale (Stand 2. Mai 2024).

## Ehemalige Naturdenkmale
| Nr. | Bezeichnung  | Lage                                                       | Beschreibung                             | Bild                                    |
| --- | ------------ | ---------------------------------------------------------- | ---------------------------------------- | --------------------------------------- |
|     | Harfenfichte | Kobern, nördlich des Ortes; Abteilung Kreuzerhölzchen Lage | Picea abies; Rechtsverordnung aufgehoben | Direkt Bild zu diesem Denkmal hochladen |